# Manjar branco
Manjar branco é uma sobremesa, geralmente feita com leite ou creme de leite e açúcar engrossados com gelatina ou amido de milho. Ele é tipicamente aromatizado com amêndoas.
No Brasil, a versão mais popular utiliza leite de coco e frutas vermelhas em calda, principalmente ameixas.

## História
A verdadeira origem do manjar branco é desconhecida, mas acredita-se que a receita original francesa de blancmange é um resultado da introdução de arroz e amêndoas na Europa, no início da Idade Média. Entretanto, não existem evidências de qualquer prato similar na culinária árabe; apesar do mahallabīyah (malabi) ser semelhante, suas origens são incertas. Existem diversas variantes do prato por toda a Europa e América Latina, como o Biancomangiare na Itália e o Manjar Blanco na Espanha e nos países hispanófonos da América do Sul. A documentação mais antiga do blancmange consta no livro mais antigo de receitas conhecido na Dinamarca, escrito por Henrik Harpestræng no início do século XIII. A versão dinamarquesa pode ser uma tradução de um livro de receitas alemão, que acredita-se ser baseado em um manuscrito datado do século XII ou mais cedo.
O manjar era um prato comum entre as classes altas na maior parte da Europa, durante a Idade Média e início do período moderno. Existem inúmeras variações de preparação e ingredientes espalhados por toda a extensão do continente. O prato é mencionado no prólogo dos Contos de Cantuária, e em livros de receita escritos por cozinheiros da corte do rei Ricardo II de Inglaterra no começo do século XV. Os ingredientes básicos eram leite ou leite de amêndoa, açúcar e frango desfiado (geralmente capão) ou peixe.
O "manjar-branco" português é preparação alimentar tradicional, muito antiga, à base de peito de frango cozido e desfiado, amido de arroz e açúcar e, eventualmente, água-de-cheiro, podendo-se substituir o frango por peixe ou amêndoas.

## Etimologia

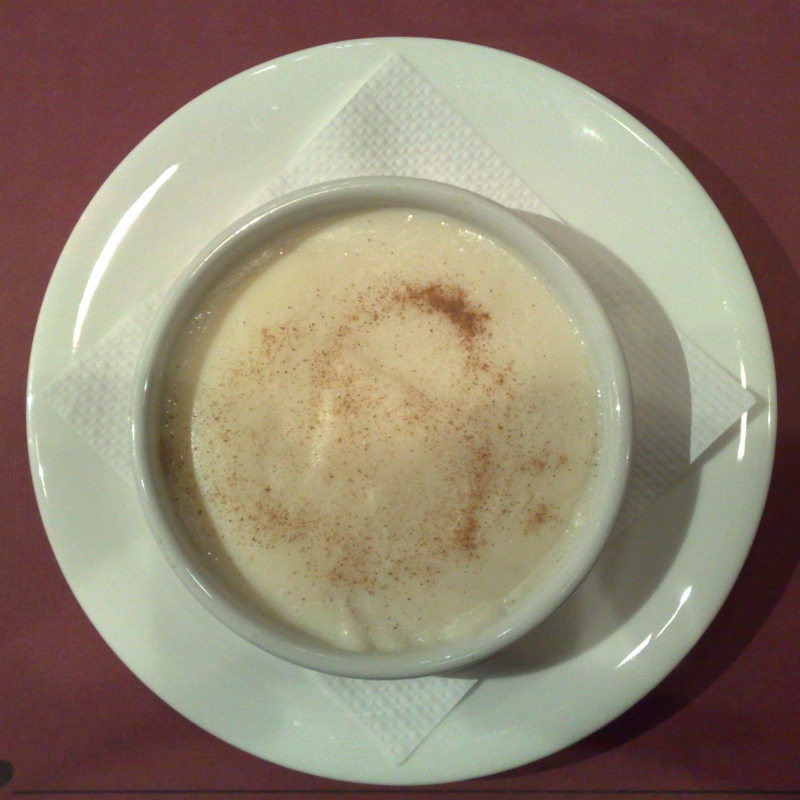
A versão catalã menjar blanc, uma variante feita sem gelatina

O nome manjar branco é uma tradução do francês blancmange, derivado do francês antigo blanc mangier (lit.comida branca; blanc, branco, e mangier, comer). O prato recebe nomes diferentes em diversas línguas:
- Inglês: blancmanger, blankmanger, em branco maunger, blomanger, blamang
- Catalão: menjar blanch, menjar blanc, menjablanc
- Português: manjar branco
- Italiano: mangiare bianco, biancomangiare, blanmangieri, bramangere
- Espanhol: manjar blanco
- Holandês/Flamengo: blanc mengier
- Alemão: blamensir
- Latim: albus cibus, esus albus

Embora seja bastante aceito que a etimologia do prato vem de fato de "comida branca", as fontes medievais não são consistentes quanto à verdadeira cor do prato. O especialista em culinária medieval Terence Scully sugeriu a etimologia alternativa de bland mangier, "comida branda", em referência ao sabor suave do prato e ao fato dele ser bastante popular para servir aos doentes.